# Blue Brain
Blue Brain é um projeto, iniciado em maio de 2005, que objetiva criar uma simulação computacional do cérebro de mamíferos, incluindo o cérebro humano.